# George Leslie Mackay
Pour les articles homonymes, voir George MacKay et MacKay.
George Leslie Mackay (1844 - 1901) naquit à Zorra en Ontario, au Canada. Il étudia la théologie au lycée Knox de Toronto, au séminaire de Princeton aux États-Unis et au lycée d’Édinbourg en Écosse.
Il fut le premier missionnaire presbytérien de l’église libre de l’Ontario à être envoyé en Chine. Il débarque à Kaohsiung le 31 décembre 1871. Il y restera quelque temps en compagnie d’un autre presbytérien, le docteur James Maxwell. Il en profite pour apprendre le chinois avant de partir pour le Nord de l’île où il apprendra également en autodidacte la langue minnan.
Il arrive à Tamsui dans le Nord de Taïwan en 1872. En 1873 il construisit son église mais il ne s’arrêtera pas là. Il érigera également de nombreuses autres églises dans le Nord de Taïwan.
Mackay ne fera pas que prêcher. Il dispensera également des soins dentaires parmi la population, ce qui lui permettait de s’attirer par ce biais la sympathie de la population locale. En 1880 il construit également un hôpital avec le don de 3 000 dollars d’une femme de Détroit aux États-Unis. La même année, il repart au Canada pour rendre compte de sa mission, et il y récoltera 6 000 dollars pour construire une école. Cet argent lui permit de construire l’université d’Oxford en 1882 à Tamsui. Il ouvrira également une école pour filles en 1883, car leur éducation avait une grande importance pour lui. L’école était aussi fréquentée par des élèves aborigènes.
Mackay se mariera avec une aborigène (nom chinois Chang Tsung-ming (張聰明)), dont il eut plusieurs enfants. Pendant tout le temps que Mackay passa à Taïwan, il fonda 60 temples et convertit des milliers de gens à la foi chrétienne. Mackay meurt en 1901, et est enterré à Tamsui.